# Antonio Salieri

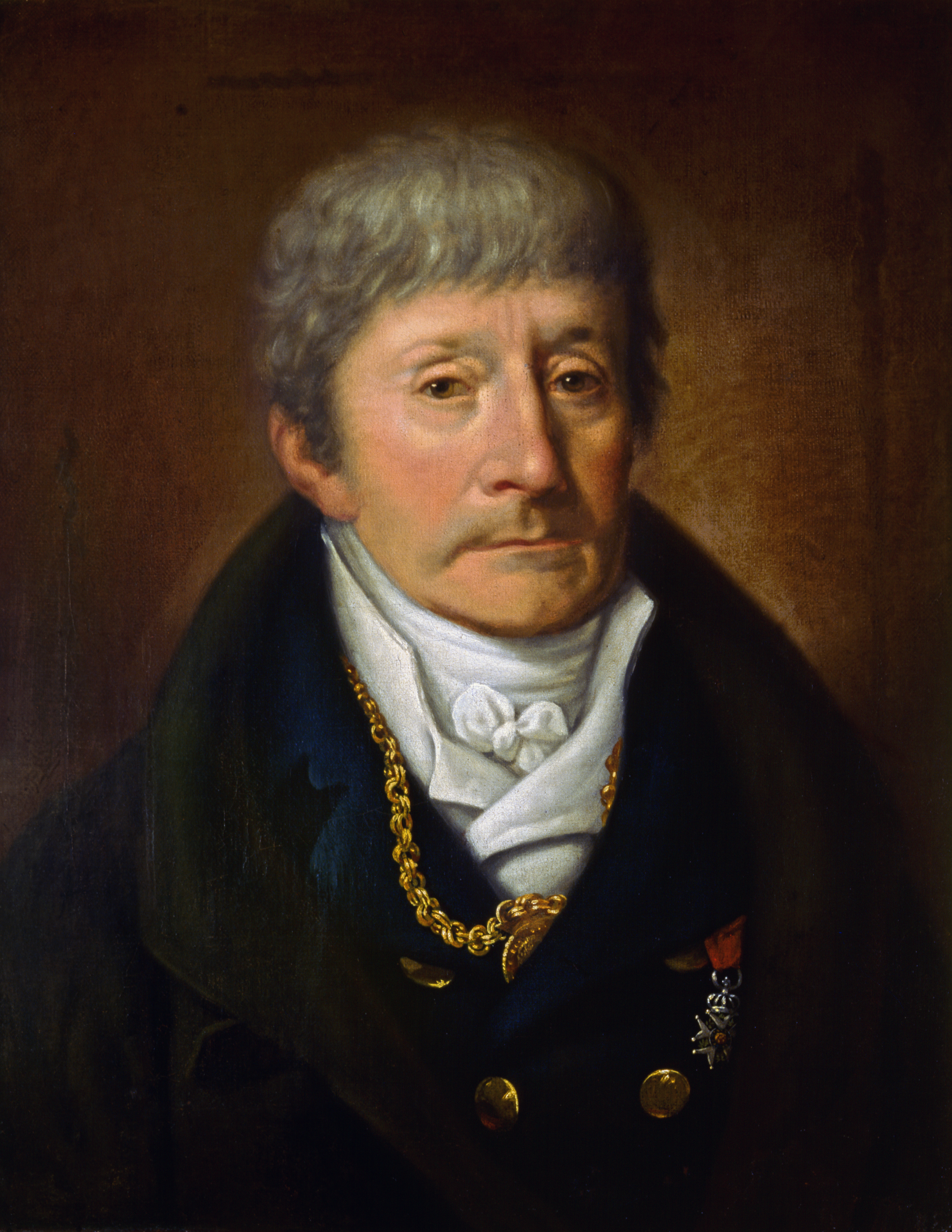
Antonio Salieri, Öl auf Leinwand von Willibrord Joseph Mähler (1815)

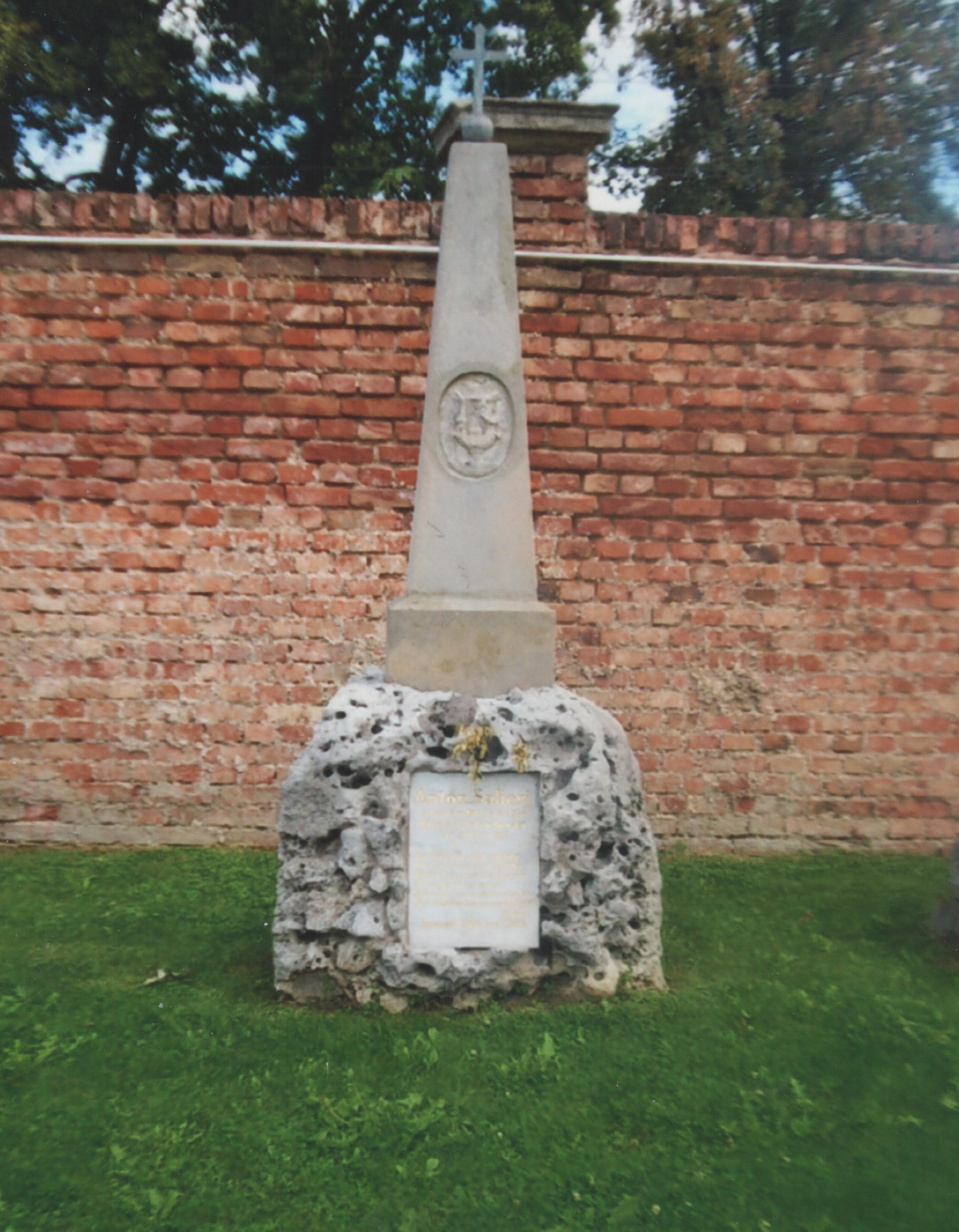
Grabstätte von Antonio Salieri

Antonio Salieri, in Österreich zu Lebzeiten auch Anton Salieri (* 18. August 1750 in Legnago, Republik Venedig; † 7. Mai 1825 in Wien, Kaisertum Österreich), war ein italienisch-österreichischer Komponist der Klassik, Kapellmeister und Musikpädagoge.

## Leben
Antonio Salieri wurde in eine wohlhabende Kaufmannsfamilie hineingeboren. Er war das achte Kind aus der Ehe von Antonio Salieri sen. (1702–1764) mit Anna Maria Scacchi (1722/23–1763). Schon früh lernte er Violine, Cembalo und Gesang bei seinem Bruder Francesco, der von Giuseppe Tartini unterrichtet wurde, sowie beim Domorganisten von Legnago, Giuseppe Simoni, der ein Schüler Padre Giovanni Battista Martinis gewesen war. Nach dem frühen Tod seiner Eltern ging Salieri nach Padua, später nach Venedig, wo er bei Giovanni Battista Pescetti im Generalbass und dem Tenor Ferdinando Pacini im Gesang unterrichtet wurde.
1766 traf Salieri dort auf Florian Leopold Gassmann, der ihn einlud, mit ihm an den kaiserlichen Hof nach Wien zu kommen, und ihn – basierend auf dem Lehrbuch Gradus ad Parnassum von Johann Joseph Fux und den Istitutioni harmoniche von Gioseffo Zarlino – in Komposition unterrichtete. Bei den Kammermusiken Kaiser Josephs II. eingeführt, lernte er 1767 den Dichter Pietro Metastasio kennen, der ihn in der Deklamation schulte, und 1769 Christoph Willibald Gluck, der ihm zeit seines Lebens ein Gönner und Freund war. Salieri blieb für den Rest seines Lebens in Wien; am 10. Oktober 1775 heiratete er Theresia Helferstorfer (* 22. April 1754, † 30. August 1807) (eine Cousine der Pianistin Josepha Barbara Auernhammer) im Stephansdom. Mit Theresia hatte er die acht Kinder Josepha Maria Anna (später Thrier) (* 9. Jänner 1777, † 22. September 1834), Francisca Xaveria Antonia (* 9. August 1778, † 6. Dezember 1837), Francisca Antonia (* 10. März 1781, † 6. März 1796), Alois Engelbert (* 18. September 1782, † 26. September 1805), Maria Anna Theresia (* 11. September 1784, † 1868), Elisabetha Josepha (* 19. Juni 1786,† 20. Mai 1794), Catharina (* 7. April 1788, † 1849) und Theresia Henrica (* 12. Juli 1790, † 12. Mai 1791).
Nach Gassmanns Tod 1774 wurde Salieri kaiserlicher Kammerkomponist und Kapellmeister der italienischen Oper. Nachdem diese 1776 zugunsten des vom Kaiser protegierten Deutschen Nationalsingspiels geschlossen worden war, nutzte Salieri die Gelegenheit zu einer längeren Italienreise und machte sich mit großem Erfolg in Mailand (s. L’Europa riconosciuta), Venedig (s. La scuola de’ gelosi), Rom und Neapel bekannt. 1780 kehrte er schließlich nach Wien zurück, wo er 1781 mit dem Rauchfangkehrer seinen eigenen Beitrag zum deutschen Singspiel beisteuerte. Eine weitere Reise führte Salieri Anfang 1782 nach München, wo er im Auftrag des Kurfürsten Karl Theodor die Oper Semiramide mit großem Erfolg auf die Bühne brachte. Mit der Wiedereröffnung der italienischen Oper in Wien 1783 nahm Salieri dort seine Tätigkeit als Kapellmeister wieder auf. Unterbrochen wurde diese Arbeit nur von den beiden triumphalen Parisreisen 1784 (s. Les Danaïdes) und 1786/87 (s. Tarare). Nach seiner Rückkehr und dem außerordentlichen Erfolg von Axur, re d’Ormus wurde Salieri 1788 als Nachfolger von Giuseppe Bonno zum Kapellmeister der kaiserlichen Hofmusikkapelle ernannt. Dieses Amt übte er bis 1824 aus.
1789 begann er mit der Komposition von Da Pontes Libretto zu Così fan tutte, legte das Libretto aber beiseite, worauf es von Mozart vertont wurde. Aufgrund der vielen Verpflichtungen und der großen Verantwortung, die sein Posten als Kapellmeister mit sich brachte, ging Salieris Opernproduktion merklich zurück. Große Erfolge konnte er noch einmal mit Palmira, regina di Persia (1795) und Falstaff ossia Le tre burle (1799) verbuchen. Seinen Abschied von der Bühne gab Salieri 1804 mit der deutschen Oper Die Neger, die eher kühl aufgenommen wurde, danach widmete er sich beinahe ausschließlich der Kirchenmusik. Neben seiner aufzehrenden Tätigkeit als Hofkapellmeister verpflichtete sich Salieri noch zu zahlreichen weiteren Ämtern: Von 1788 bis 1795 war er Präsident, danach Vizepräsident der Tonkünstler-Societät, deren Konzerte er noch bis 1818 leitete. Ab 1817 war er Oberleiter der Wiener Singschule und saß 1823 im Gründungskomitee des Konservatoriums der Gesellschaft der Musikfreunde. Dadurch erwarb er sich bleibende Verdienste für die Musik in Wien.
Nachdem sich Salieri bis zum 70. Lebensjahr – mit einigen wenigen Ausnahmen – bester Gesundheit erfreut hatte, begann ab etwa 1821 ein kontinuierlicher Abbau seiner körperlichen und geistigen Kräfte. Im Oktober 1823 trat eine Lähmung der Beine ein, weshalb Salieri ins Wiener Allgemeine Krankenhaus eingeliefert werden musste. Nach längerem Leiden wieder zu Hause in der Seilergasse N° 1088, erhielt er am 7. Mai 1825 die Sterbesakramente und verschied um 20 Uhr am Brand der Alten, wie es das Totenbeschauprotokoll des Wiener Magistrats verzeichnet und wie es demzufolge auch die Liste der am 7. Mai Verstorbenen der Wiener Zeitung vom 14. Mai 1825 angibt; in der Sprache der damaligen Zeit war „Brand“ die Bezeichnung für eine Gangrän bzw. eine arterielle Verschlusskrankheit.
Antonio Salieri wurde auf dem Matzleinsdorfer katholischen Friedhof – dem heutigen Waldmüllerpark – beerdigt, 1874 exhumiert und am Wiener Zentralfriedhof (Gruppe 0, Reihe 1, Nummer 54) beigesetzt. Zu seiner Trauerfeier wurde sein bereits 1804 für sich selbst komponiertes Requiem in c-Moll zum ersten Mal aufgeführt. Salieris Ehrengrab ziert eine Inschrift, die sein Schüler Joseph Weigl verfasste:
Ruh sanft! Vom Staub entblößt,
Wird Dir die Ewigkeit erblühen.
Ruh sanft! In ew’gen Harmonien
Ist nun Dein Geist gelöst.
Er sprach sich aus in zaubervollen Tönen,
Jetzt schwebt er hin zum unvergänglich Schönen.

## Pädagogisches Wirken
Salieri arbeitete häufig mit anderen gefeierten Komponisten, wie Joseph Haydn (spielte den Continuo-Part bei der Premiere von Haydns Schöpfung) oder Louis Spohr (hob 1813 dessen Oratorium Das jüngste Gericht aus der Taufe) zusammen und unterrichtete später so berühmte Komponisten wie Ludwig van Beethoven, Carl Czerny, Johann Nepomuk Hummel, Franz Liszt, Giacomo Meyerbeer, Ignaz Moscheles, Franz Schubert, Simon Sechter, Franz Xaver Süßmayr, Joseph Weigl, Peter von Winter und Wolfgang Amadeus Mozarts jüngsten Sohn Franz Xaver Wolfgang Mozart (s. die unten stehende Liste ausgewählter Schüler).

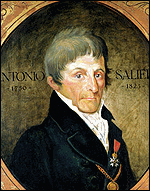
Antonio Salieri mit etwa 65 Jahren

Salieri war ein ausgezeichneter Gesangslehrer. Aus seiner Schule gingen u. a. so gefeierte Sängerinnen und Sänger, wie Catarina Cavalieri (die erste Constanze in der Entführung aus dem Serail), Therese Gassmann (später verheiratete Rosenbaum) und Anna Milder-Hauptmann (die erste Leonore im Fidelio), der Tenor Anton Haizinger oder der Bassist Joseph Seipelt hervor.
Für eine von Joseph Sonnleithner um 1800 geplante Herausgabe einer Geschichte der Musik in Denkmälern sollte Salieri die Abhandlungen über die Vokalmusik verfassen. Als weitere Mitarbeiter fungierten Johann Georg Albrechtsberger und Joseph Haydn. Das ambitionierte Projekt sollte in 50 Bänden zu je 60 Seiten erscheinen und viersprachig, nämlich in Deutsch, Französisch, Englisch und Italienisch, aufgelegt werden. Nachdem der erste Band beim Wiener Kunst- und Industrie-Comptoir gestochen worden war, wurden die vorhandenen 270 Druckplatten 1805 im besetzten Wien von den französischen Truppen beschlagnahmt und zu Munition umgeschmolzen. Die erhalten gewesenen Korrekturabzüge sind seit dem Zweiten Weltkrieg verschollen. Erhalten hat sich nur ein Manuskript mit dem Titel Histoire de la musique depuis les temps les plus reculés jusqu’à nos jours, rédigée d’après les monuments anciens et modernes, par Joseph Sonnleithner, sous la diréction de Messieurs Georges Albrechtsberger, Joseph Haydn et Antoine Salieri.
1816 verfasste Salieri eine eigene Gesangsschule, seine Scuola di canto in versi e i versi in musica a 4 voci. Ab 1817 war er Oberleiter der Wiener Singschule und zudem 1823 an der Gründung des Konservatoriums der Gesellschaft der Musikfreunde in Wien maßgeblich beteiligt.

## Musikhistorische Bedeutung
Salieri erwarb sich während seines langen Lebens großes Ansehen als Komponist und Dirigent, besonders von Opern, aber auch von Kammer- und Kirchenmusik, sowie als Musikpädagoge (Werkverzeichnis).
Musiktheater
Die erfolgreichsten seiner über 40 musiktheatralischen Werke waren Armida (1771), La fiera di Venezia (1772), La scuola de’ gelosi (1778), Der Rauchfangkehrer (1781), Les Danaïdes (1784), die sein Förderer Christoph Willibald Gluck bis zur Uraufführung in Paris als eigenes Werk ausgab, La grotta di Trofonio (1785), Prima la musica e poi le parole (1786), Tarare (1787) auf einen Text von Beaumarchais, Axur, re d’Ormus (1788), Palmira, regina di Persia (1795), Falstaff ossia Le tre burle (1799) und Cesare in Farmacusa (1800). Salieris Opernschaffen ist zum einen durch die Tradition der italienischen Opera seria, zum anderen durch die reformistischen Opernbestrebungen Glucks geprägt, wie besonders seine Pariser Werke zeigen. Später wendet sich Salieri wieder mehr dem italienischen Melos zu, das er mit deklamatorischen Elementen und neueren Strömungen der Opera buffa durchsetzt, um so eine äußerst reichhaltige Tonsprache zu erhalten. Bedeutend ist auch seine Rolle als Vorreiter des Dramma eroicomico insbesondere in der kongenialen Zusammenarbeit mit Giambattista Casti.
Kirchenmusik

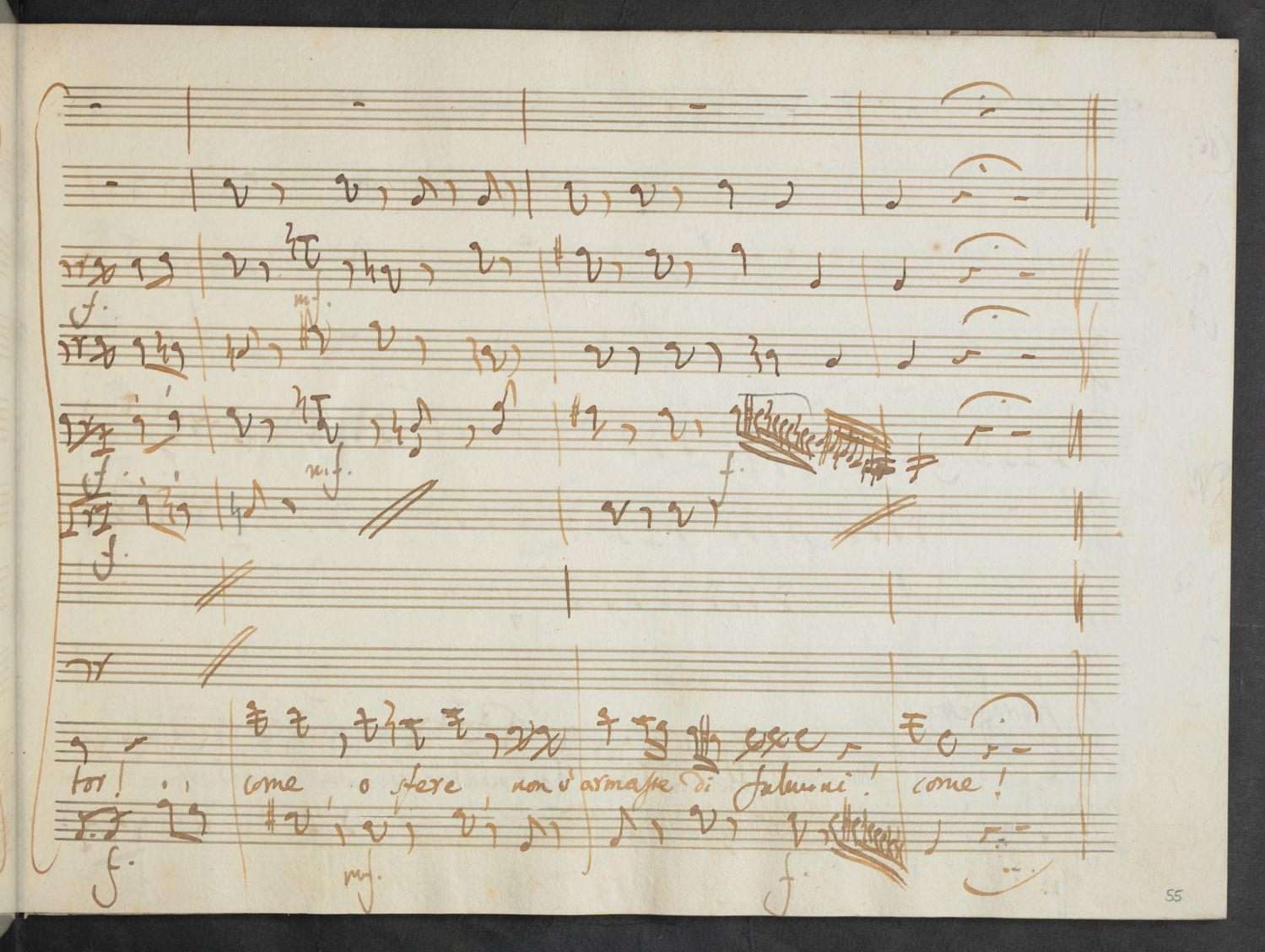
La passione di Gesù Cristo - Autographe Seite der Rachearie „Come a vista di pene sì fiere“

In den ersten 30 Jahren seiner kompositorischen Karriere schrieb Salieri nur wenige kirchenmusikalische Werke, darunter das Oratorium La passione di nostro signore Gesù Cristo (1776) und die Messe D-Dur (1788) sowie das Te Deum laudamus de Incoronazione zur Krönung Kaiser Leopolds II. (1790). Erst nach seinem Rückzug vom Musiktheater 1804 schuf Salieri sein sakrales Hauptwerk; neben zahllosen Offertorien, Gradualien, Litaneien, Hymnen u. Ä., die allesamt zur Aufführung in der kaiserlichen Hofkapelle bestimmt waren, finden sich mehrere bedeutende Messen und sein zur eigenen Totenfeier bestimmtes Requiem in c-Moll.
In der sakralen Musik führte Salieri jenen typisch biedermeierlichen Tonfall des frühen 19. Jahrhunderts ein, der einen besonders starken Einfluss auf die Kirchenwerke seines Schülers Franz Schubert ausüben sollte. Besonders deutlich zeigt sich dies in der Messe B-Dur von 1809.
Lieder, Kanons und andere Gesellschaftsmusik
Nach 1800 hat sich Salieri zudem stark dem Liedschaffen gewidmet, neben dem er eine schier unüberschaubare Menge an Kanons und geselligen mehrstimmigen Gesängen mit oder ohne Begleitung schuf. Salieris großes Interesse an der Sprache zeigt sich hier besonders in der mannigfaltigen Auswahl italienischer, französischer, lateinischer und deutscher Texte (hier vor allem Werke von Schiller, Matthisson, Castelli und Bürger), auf die Salieri zur Vertonung zurückgriff. Es ist nicht von der Hand zu weisen, dass dieser ausgesprochen fruchtbare Zweig in Salieris Schaffen durchaus anregend auf Komponisten der jüngeren Generation wie etwa Franz Schubert, Hüttenbrenner oder Reißiger gewirkt hat.
Im Druck erschienen zu Salieris Lebzeiten mehrere Sammlungen mit Liedern, Kanons und Ensembles, darunter 28 Divertimenti vocali für 1–3 Stimmen mit Klavierbegleitung (um 1803) sowie die Kanonsammlung Scherzi armonici vocali (um 1810) und deren Folgewerk Continuazione de’ scherzi armonici vocali (um 1819). Auch einzelne Lieder liegen im Druck vor, wie etwa Salieris Vertonung von Matthissons berühmtem Gedicht Andenken.
Instrumentalmusik
Instrumentalmusik schrieb Salieri vergleichsweise wenig, u. a. zwei Klavierkonzerte und ein Orgelkonzert (1773), ein viel gespieltes Konzert für Flöte, Oboe und Orchester (1774), mehrere Serenaden für Bläser, sowie 26 Variationen über La Follia di Spagna für großes Orchester (1815).
Dieses letzte Orchesterwerk Salieris stellt sehr wahrscheinlich die erste reine Orchestervariationsfolge vor Johannes Brahms’ berühmten Haydn-Variationen op. 56a (1873) dar. Das Werk ist beinahe im Geiste einer Orchestrierungsstudie angelegt; eventuell hat Salieri dieses Projekt aus pädagogischen Gesichtspunkten heraus im Sinne einer „klingenden Instrumentationslehre“ konzipiert. Die 26 kurzen Variationen halten sich relativ eng an das Thema, der instrumentatorische Aspekt steht immer im Vordergrund. Bemerkenswert sind der Einsatz der Harfe und der Solovioline, der ausgesprochen virtuose Passagen „à la Paganini“ anvertraut werden. Einzelne Variationen werden im Sinne von kurzen, charakteristischen Tanzsätzen gestaltet (hierunter finden sich u. a. Seguidilla, Siciliano oder Saltarello), andere wiederum thematisieren imitatorische Formen wie z. B. den Kanon. Auffallend bei allen Variationen ist ein dialogisierendes Prinzip, das konsequent durchgehalten wird.

## Salieri und Mozart
In allgemeiner Erinnerung gilt Salieri als großer Gegenspieler und Neider Wolfgang Amadeus Mozarts.
Um 1790 erwähnt Mozart in Briefen tatsächlich mehrmals angebliche „Cabalen“ Salieris gegen sich. Diese sind vermutlich im Zusammenhang mit der Entstehung der Oper Così fan tutte zu sehen, deren Libretto von Da Ponte ursprünglich für Salieri vorgesehen war. Salieri hatte die Komposition jedoch in einem frühen Stadium liegenlassen und nicht wieder aufgegriffen. Wenig später soll Mozart seiner Frau Constanze gegenüber auch die Vermutung geäußert haben, vergiftet worden zu sein. In Quellen aus dieser Zeit finden sich jedoch keine wirklichen Hinweise auf eine echte Rivalität der beiden Komponisten. Alle anderen häufig zitierten Quellen datieren lange nach Mozarts Tod und sind somit in ihrer Glaubwürdigkeit fragwürdig.
Der „böse“ Italiener
Als Mozarts Musik in den Jahrzehnten nach seinem Tod im Zuge eines einsetzenden Geniekults immer populärer wurde und Salieris Kompositionen mit der beginnenden Romantik immer seltener gespielt wurden, gewannen die unbegründeten Behauptungen an Glaubwürdigkeit und trübten Salieris hervorragenden Ruf. Auch das zu Beginn des 19. Jahrhunderts aufkeimende Nationalbewusstsein trug hierzu bei; der in Italien geborene Salieri sollte gegen das „deutsche Genie“ Mozart ausgespielt werden, während Salieri als legitimer Nachfolger Glucks galt. Diese Tendenz lässt sich bereits 1832 in Albert Lortzings Singspiel Szenen aus Mozarts Leben LoWV28 nachweisen.

Vergessen wurde bei alldem, dass Salieri seit seinem sechzehnten Lebensjahr in Wien lebte und durchaus als deutscher Komponist galt, wie schon eine Äußerung Maria Theresias im November 1772 beweist. Sehr wahrscheinlich sah sich Salieri auch selbst in diesem Lichte: seine vielen kaisertreuen Kantaten, Lieder und Gesänge in deutscher Sprache (u. a. auf Texte von Schiller, Bürger, Matthisson, Castelli und Kotzebue) scheinen jedenfalls darauf hinzuweisen. Seinen Abschied von der Bühne gab Salieri 1804 mit der deutschsprachigen Oper Die Neger auf einen Text von Georg Friedrich Treitschke, der auch das Libretto zu Beethovens Fidelio verfasste.

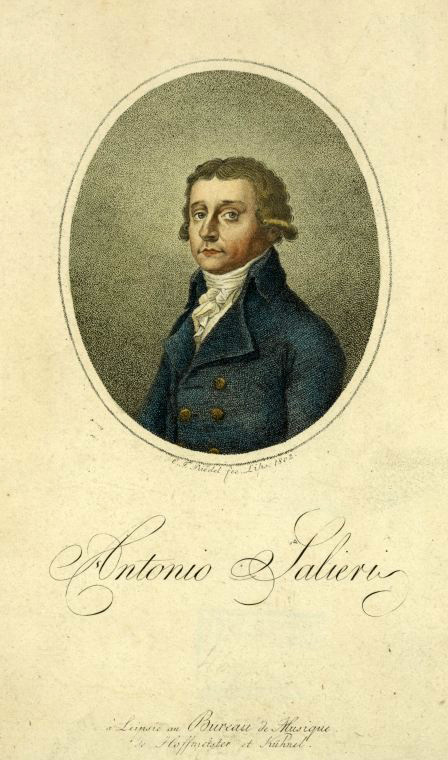
Salieri um 1785 (Kolorierter Druck, 1802)

Der Musikschriftsteller Alexander Wheelock Thayer (1817–1897; s. Literatur) vermutet, dass Mozarts Verdacht 1781 ausgelöst wurde, als er sich um die Stelle eines Musiklehrers der Prinzessin von Württemberg bewarb, Salieri aber wegen seiner größeren Erfahrung als Gesangspädagoge ausgewählt wurde.
Später, als Mozart mit Le nozze di Figaro weder beim Kaiser noch beim Publikum auf wirkliche Anerkennung stieß, machte er anscheinend Salieri für den Misserfolg verantwortlich. Sein Vater Leopold schrieb am 28. April 1786 an seine Tochter Maria Anna: „Salieri mit seinem ganzen Anhang wird wieder Himmel und Erden in Bewegung zu bringen sich alle Mühe geben.“ Salieri war zur Zeit der Premiere des Figaro jedoch mit den Vorbereitungen zu seiner neuen Tragédie lyrique Les Horaces beschäftigt. Thayer vermutet, dass die Intrigen um den Misserfolg des Figaro durch Giambattista Casti – der Nachfolger Pietro Metastasios als Hofpoet werden wollte – und den Oberdirektor des Hoftheaters Graf Orsini-Rosenberg veranlasst wurden und sich eigentlich gegen den Theaterdichter Da Ponte richteten, der das Libretto zum Figaro verfasst hatte. Sicherlich wird es damals bei der Arbeit am Theater – wie heute auch noch – ganz normale Meinungsverschiedenheiten gegeben haben, die von Mozart vor allem gegenüber Vater Leopold überbetont wurden.
Annäherung und Zusammenarbeit
Später, als Da Ponte in Prag war, um die Uraufführung von Mozarts Don Giovanni mit vorzubereiten, wurde er wegen einer königlichen Hochzeit, zu der Salieris Oper Axur, re d’Ormus uraufgeführt werden sollte, nach Wien zurückgerufen; sicherlich war Mozart mit diesem Vorhaben nicht einverstanden. Salieri andererseits beabsichtigte offenbar gar nicht, Mozarts Karriere aufzuhalten: Nachdem Salieri Hofkapellmeister geworden war, hatte er 1789 anstatt einer eigenen Oper sogar den Figaro erneut auf die Bühne gebracht, und als er 1790 zu den Krönungsfeierlichkeiten für Leopold II. reiste, hatte er nicht weniger als drei Messen Mozarts im Gepäck.
Immer wieder begegneten sich die beiden Komponisten eher kollegial als feindlich gesinnt; es gibt z. B. ein gemeinsames Werk: die Kantate Per la ricuperata salute di Ofelia KV 477a (1785) deren Text von Da Ponte stammt, und zur Genesung der Sängerin Nancy Storace von Salieri, Mozart und dem Gesangslehrer und Tenoristen Alessandro Cornetti komponiert worden war. Dieses bei Artaria im Druck erschienene Stück war lange nur aus zwei zeitgenössischen Zeitungsannoncen bekannt und galt als verschollen, bis es im Dezember 2015 von dem deutschen Komponisten und Musikwissenschaftler Timo Jouko Herrmann wiederentdeckt wurde. Auf Salieris Anregung hin wurden u. a. die Kantate Davidde penitente KV 469 (1785), das Klavierkonzert Es-Dur KV 482 (1785), das Klarinettenquintett KV 581 (1789) oder die berühmte Sinfonie g-Moll KV 550 (1791) uraufgeführt, letztere sogar unter Salieris Leitung.
In seinem letzten erhaltenen Brief an seine Frau Constanze vom 14. Oktober 1791 schreibt Mozart von einem gemeinsamen Besuch der Zauberflöte KV 620, bei dem sich Salieri geradezu enthusiastisch über das Werk äußert: „Er hörte und sah mit aller Aufmerksamkeit und von der Sinfonie bis zum letzten Chor, war kein Stück, welches ihm nicht ein bravo oder bello entlockte […].“
Dass Salieri den sechs Jahre jüngeren Kollegen nach dessen Tod in einem ehrenden Andenken behielt, beweisen viele Aufführungen von Werken Mozarts, die unter der Stabführung Salieris in Wien stattfanden. Zudem unterrichtete er dessen jüngsten Sohn Franz Xaver in Komposition und stellte ihm im März 1807 ein hervorragendes Zeugnis aus, indem er dem jungen Musiker u. a. ein „talento raro per la Musica […]“ bescheinigt und ihm eine „riuscita non inferiore a quella del suo celebre Padre“ voraussagt. Auch Constanze Mozart äußert sich in einem Brief vom 30. Januar 1807 sehr positiv über Salieri. An ihren älteren Sohn Carl Thomas schreibt sie: „dein Bruder gehet ietz zu Salieri und zu Hummel. beide haben viele liebe und freundschaft für ihn, […] nun hat er die 3 große meister Salieri, Albresberger und Hummel, konnte ich dir nur einen von diesen Maner geben wie glücklich wäre ich …“ 1819 sprach sich der betagte Salieri noch öffentlich für die Aufstellung eines Mozartdenkmals in der Wiener Karlskirche aus.
Als sich Salieris Gesundheitszustand im hohen Alter verschlechterte und man ihn in ein Krankenhaus bringen musste, kam das absurde Gerücht auf, der verwirrte Greis habe sich zu einem Mord an Mozart bekannt. So schrieb beispielsweise der Beethoven-Biograph Anton Felix Schindler 1824 in einem Konversationsheft: „Mit Salieri geht es wieder sehr schlecht. Er ist ganz zerrüttet. Er phantasiert stark, daß er an dem Tode Mozarts schuld sey und ihn mit Gift vergeben habe. Dies ist Wahrheit – denn er will dieß als solche beichten.“ Die beiden Pfleger Salieris, Gottlieb Parsko und Georg Rosenberg, wie auch sein behandelnder Arzt Joseph Röhrig bezeugten jedoch schriftlich, dass er nichts dergleichen geäußert habe und mindestens einer von ihnen während dieser Zeit immer in seiner Nähe gewesen sei. Salieris früherer Schüler Ignaz Moscheles, der den Sterbenden noch kurz vor seinem Tod besucht hatte, berichtet in seiner Autobiographie gar von einer entschiedenen Zurückweisung dieses Vorwurfs durch den zu Unrecht Beschuldigten: „Sie wissen ja – Mozart, ich soll ihn vergiftet haben. Aber nein, Bosheit, lauter Bosheit, sagen Sie es der Welt, lieber Moscheles; der alte Salieri, der bald stirbt, hat es Ihnen gesagt.“
Postume Diffamierung

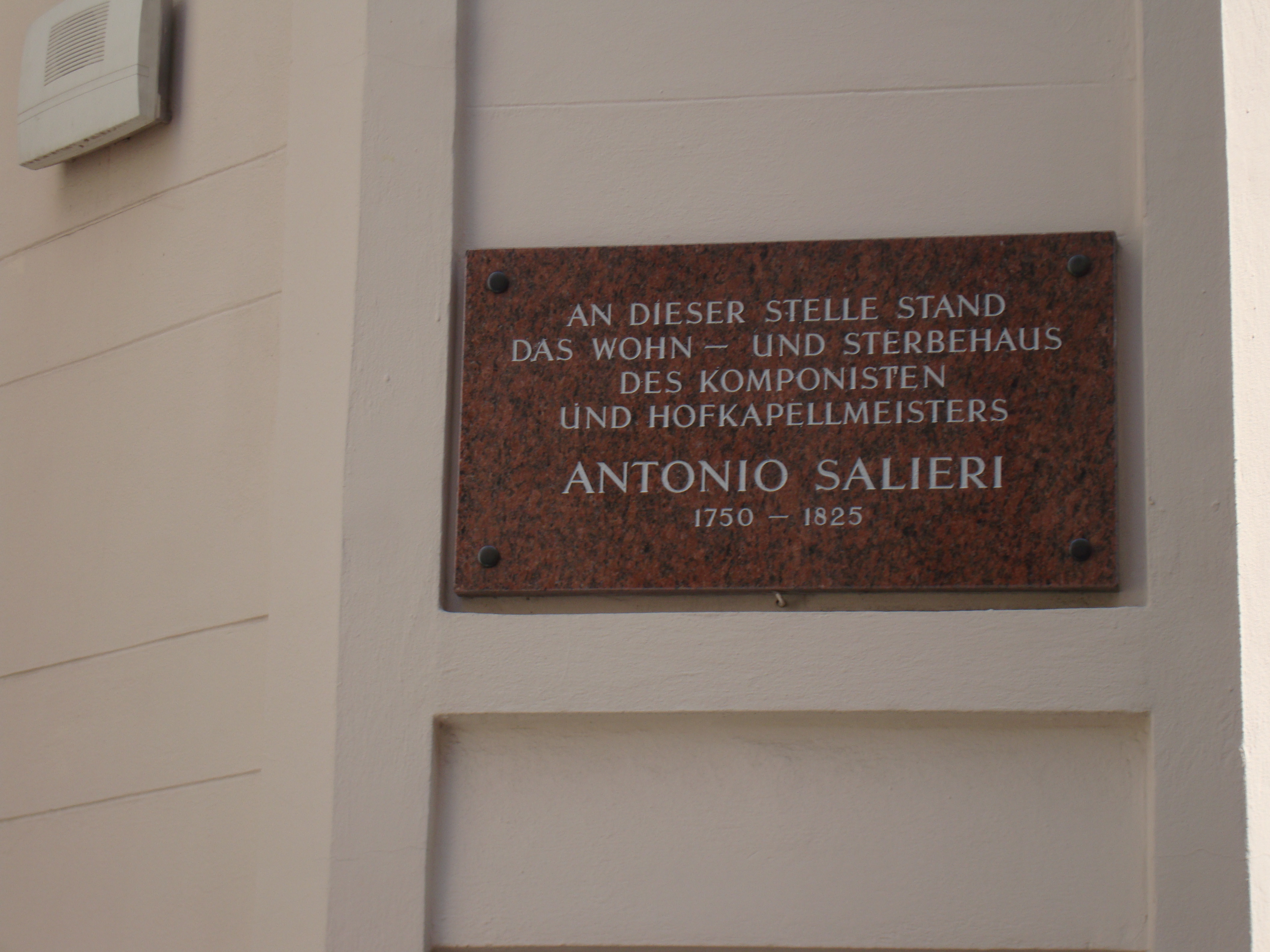
Salieris Sterbehaus Göttweihergasse

Nach Salieris Tod 1825 begann mit Alexander Puschkins Drama Mozart i Saljeri (1831) und später mit Nikolai Rimski-Korsakows Vertonung dieses Stoffes (Mozart i Saljeri, 1898) eine Tradition dichterischer Freiheit, Salieri – basierend auf Mozarts Behauptungen – in Verdacht zu bringen, ihn ermordet zu haben.
Auch in Peter Shaffers Bühnenstück Amadeus und dessen Verfilmung Amadeus von Miloš Forman wird Salieri als skrupelloser Ehrgeizling gezeichnet. In diesem Film blickt Salieri am Ende seines Lebens auf die Zeit mit Mozart zurück. Fälschlicherweise wird Salieri hier als mittelmäßiger Komponist, Intrigant und Gotteslästerer dargestellt, was seinem Werk und Wirken nicht gerecht wird. Er war sechs Jahre älter als Mozart und überlebte ihn um 34 Jahre. Tatsächlich macht sein Gesamtwerk sein herausragendes Talent offenkundig, zahlreiche Zeitzeugen belegen Salieris äußerst liebenswürdige Art. Seine tief empfundene Religiosität wird von seinen Biographen nicht angezweifelt.

## Musikalische Rezeption
Infolge seines schlechten Leumunds wurde Salieris Musik häufig als uninspiriert abgetan und kaum einer genaueren Überprüfung unterzogen. Dies änderte sich allerdings in den letzten Jahren auffällig: So fand sich 2003 eine Sammlung mit ausgewählten Arien Salieris, gesungen von der italienischen Mezzosopranistin Cecilia Bartoli, aufgrund des gigantischen Verkaufserfolges sogar in den Pop-Charts wieder und erhielt 2004 u. a. den ECHO Klassik als Bestseller des Jahres sowie den Jahrespreis der deutschen Schallplattenkritik. Die deutsche Sopranistin Diana Damrau brachte 2007 das Album Arie di bravura heraus, auf dem neben einigen Nummern von Mozart und Righini hauptsächlich Arien von Salieri zu hören sind. 2008 und 2010 erschienen im Rahmen einer Salieri-Edition zwei Alben mit Ouvertüren, Ballett- und Bühnenmusiken, gespielt vom Mannheimer Mozartorchester unter Leitung von Thomas Fey; das zweite Album wurde im Dezember 2010 für den Grammy Award nominiert. Die Sopranistin Mojca Erdmann hat im Juni 2010 für ihr Album Mostly Mozart zwei Arien aus Salieris Les Danaïdes aufgenommen. Salieris Heimatstadt Legnago veranstaltet seit 2000 in unregelmäßigen Abständen das Salieri Opera Festival, das neben Opernaufführungen auch Kirchenkonzerte, Lesungen und Symposien zum Thema veranstaltet. Das Festival Walldorfer Musiktage war 2010 ganz dem Komponisten gewidmet und brachte eine große Anzahl von Werken Salieris als deutsche Erstaufführung.
Auch auf der Bühne erleben Salieris Opern eine Renaissance, seit Friedrich Wanek und Josef Heinzelmann in Dubrovnik 1973 Prima la musica e poi le parole herausbrachten (anschließend hunderte von Aufführungen in aller Welt). Es folgten 1975 Falstaff ossia Le tre burle in Verona (1995 auch bei den Schwetzinger Festspielen), 1982 L’Angiolina in der Neuburger Kammeroper (Neuburg an der Donau), 1988 Tarare bei den Schwetzinger Festspielen und in Karlsruhe (1991 auch in Straßburg), 1989 Axur, re d’Ormus in Siena, 1990 Les Danaïdes in Ravenna, 1994 Catilina in Darmstadt, 1997 L’amore innocente in Meran (2000 auch in Legnago sowie 2002 in Landsberg am Lech), 1998 Cublai, gran kan de’ Tartari beim Würzburger Mozartfest, 2004 Il ricco d’un giorno in Legnago und L’Europa riconosciuta an der Mailänder Scala und in Wien, 2005 La grotta di Trofonio in Lausanne und Wien, 2006 La Cifra in Köln, 2009 Il mondo alla rovescia in Legnago, Verona und Neuburg a. d. Donau, 2011 Der Rauchfangkehrer in Graz sowie 2014 in Sydney (nur szenische Erstaufführungen).
Einzelne Werke Salieris fanden Eingang in die moderne Filmmusik. So dient die Ouvertüre zu La fiera di Venezia als Titelthema für einige Sketche der britischen Gruppe Monty Python. Außerdem wurden Ausschnitte aus Instrumentalkonzerten Salieris unter anderem in „Iron Man“ und „Die letzte Festung“ verwendet.

## Ehrungen
Salieri war Mitglied der schwedischen musikalischen Akademie (1799), auswärtiges Mitglied der Académie des Beaux-Arts (1805), Ritter der französischen Ehrenlegion (1815), Mitglied des französischen Nationalinstitutes und des musikalischen Konservatoriums in Paris (1816), Ehrenmitglied des steiermärkischen Musikvereins und des Mailänder Konservatoriums (1816) sowie Träger der Großen Goldenen Civil-Ehrenmedaille an der Kette (1816); Salieri war auch Mitglied der literarischen Gesellschaft Die Ludlamshöhle. Viele seiner Kollegen und Schüler haben Salieri eigene Werke gewidmet, unter anderem Ludwig van Beethoven, Simon Sechter, Franz Krommer, Ignaz Moscheles und Franz Schubert, ein Beleg für die hohe Wertschätzung, die Salieri während seines ganzen Lebens genoss. Anselm Hüttenbrenner ehrte seinen Lehrer postum mit einem Requiem in c-Moll, das 1825 vom steiermärkischen Musikverein uraufgeführt wurde.

## Schüler (Auswahl)
- Ignaz Aßmayer
- Marianne Auenbrugger
- Ludwig van Beethoven
- Carl Blum
- Antonio Casimir Cartellieri
- Catarina Cavalieri
- Luigi Cherubini
- Elise Czabon
- Carl Czerny
- Karl von Doblhoff-Dier
- Joseph Leopold Edler von Eybler
- Johann Gänsbacher
- Amalie Haehnel
- Anton Haizinger
- Ferdinand Louis Joseph Hérold
- Johann Nepomuk Hummel
- Anselm Hüttenbrenner
- Jan Antonín Koželuh
- Franz Liszt
- Giacomo Meyerbeer
- Anna Pauline Milder-Hauptmann
- Ignaz Moscheles
- Franz Xaver Wolfgang Mozart
- Auguste Mathieu Panseron
- Maria Theresia Paradis
- Benedict Randhartinger
- Anton Reicha
- Carl Gottlieb Reißiger
- Girolamo Salieri
- Karl Gottfried Salzmann
- Leopold Schefer
- Louis Schlösser
- Franz Schubert
- Simon Sechter
- Joseph Seipelt
- Joseph Hartmann Stuntz
- Franz Xaver Süßmayr
- Franz Tausch
- Ignaz Umlauf
- Caroline Unger
- Betty Vio
- Johann Michael Vogl
- Joseph Weigl
- Franz Wild
- Peter von Winter